# Kadua st-johnii
Kadua st-johnii är en måreväxtart som först beskrevs av Benjamin Clemens Masterman Stone och Irwin E. Lane, och fick sitt nu gällande namn av Warren Lambert Wagner och David H. Lorence. Kadua st-johnii ingår i släktet Kadua och familjen måreväxter. Inga underarter finns listade i Catalogue of Life.